# Збијено звездано јато
Збијено (или глобуларно, кугласто, затворено) звездано јато је сфероидан скуп звезда који орбитира око средишта галаксије као њен сателит. Звезде у збијеним јатима су чврсто везане гравитацијом што даје јатима њихов карактеристичан сфероидан облик. Због утицаја гравитације, концентрација звезда у јату је велика и расте према средишту.
Збијена јата просечно садрже стотине хиљада старих звезда. Већином се налазе у халоу галаксије и много су старија, већа и гушћа од отворених јата у диску галаксије. Око Млечног пута досад их је откривено око 158 и постоји још можда 10 или 20 неоткривених. Веће галаксије, попут Андромедине галаксије садрже и по 500 јата. Џиновске елиптичне галаксије попут М87 садрже и до 10.000 збијених јата. Ова глобуларна јата орбитирају на великим удаљеностима око матичне галаксије, чак преко 131.000 светлосних година од средишта.
Свака галаксија значајније масе у Локалној групи садржи барем неколико збијених јата у свом халоу. Чини се да патуљаста галаксија Стрелац и патуљаста галаксија Велики пас управо дају своја глобуларна јата Млечном путу.
Иако збијена јата садрже неке од најстаријих звезда у галаксији, њихово порекло, као и улога у галактичкој еволуцији још није јасна. Чини се да се збијена јата значајно разликују од патуљастих елиптичних галаксија и да су створена у процесу стварања звезда у матичној галаксији, а не засебно као посебан скуп звезда.

## Историја посматрања
Прво откривено збијено јато је М22. Открио га је Абрахам Иле, немачки астроном, 1665. године. Због малог пречника објектива на првим телескопима поједине звезде у збијенам јатима нису биле уочене све док Шарл Месје није открио М4.
Вилијам Хершел је започео 1782. системачно посматрати небо користећи велики телескоп и успео је уочити појединачне звезде у сва 33 до тада позната глобуларна јата. Хершел је накнадно открио још 37 збијених јата. У свом другом издању каталога из 1789. први је употребио назив „глобуларно јато“, за бољи опис ових објеката.
Број откривених збијених јата достигао је број 83 до 1915. године, 93 до 1930. године и 97 до 1947. године. До данас је познато укупно 151 збијених јата у Млечном путу, а претпоставља се да је њихов број 180 ± 20.
Харлоу Шепли (Harlow Shapley) је 1914. почео систематски посматрати кугласта јата. Први је одредио удаљеност до њих и открио промењиве звезде у њима. Међу откривеним промењивим звездама налазиле су се и оне типа цефеиде чиме је могао проценити њихову удаљеност. Резултат његовог проучавања је 40 издатих научних радова. Откривши удаљености збијених јата, Шепли је приметио да се већина њих налази у сферном облаку око Млечног пута. Преко тог сазнања открио је да се средиште Млечног пута налази у сазвежђу Стрелац, и проценио удаљеност сунца од средишта. Накнадно је Шепли дао процену величине Млечног пута, али је притом значајно погрешио. Није знао да међузвездана прашина упија део сјаја збијених јата и притом их чини наизглед мањима. Како је удаљеност одређивао према сјају добијао је вредности такве да је већину збијених јата сместио предалеко.
Хелен Сојер, помоћница и сарадница Харлоа Шеплија, почела је 1927. класификовати кугласта јата према концентрацији звезда. Тако је најгушћа глобуларна јата означила као тип I, а најређе као тип X. Касније је класификација проширена до типа XII. Ова класификација је позната као Шепли-Сојерова класификација по концентрисаности.

## Састав
Збијена јата се састоје углавном од старих звезда с мало метала (у астрономији је то било који елемент тежи од хелијума). Звезде с мало метала се називају Популација II. Концентрација звезда у збијеним јатима је око 0.4 звезде по кубном парсеку. Концентрација у средиштима збијених јата може бити и до 1000 звезда по кубном парсеку. Просечно збијено јато састоји се од око 100.000 звезда.

### Егзотичне компоненте
Верује се да нека збијена јата с веома густим језгрима садрже црне рупе. Према посматрањима Хабловог телескопа, чини се да збијено јато Месје 15 у свом средишту скрива црну рупу 4000 пута веће масе од Сунца. У кугластом јату Mayall II у галаксији Андромеда вероватно се налази црна рупа масе 20.000 веће од Сунчеве. Икс зраци и радио-таласи који долазе из јата су сличног интензитета који емитује и црна рупа средњих димензија.
Збијена јата садрже и друге егзотичне објекте попут, пулсара и двојних звезди мале масе које су извор икс зрака. Звезде плаве луталице настају када две звезде сударе и споје. Звезда која тада настане има већу температуру него звезде с сличним сјајем.

### ХР дијаграм збијених јата
ХР дијаграм збијених јата је график настао уцртавањем великог узорка звезда из збијених јата према апсолутном сјају и Б-В колор-индексу. Б-В индекс је разлика у сјају звезде у плавом и видљивом (зелено-жутом) светлу. Већи позитивни индекс значи да је температура звезде мања, а већи негативни индекс да је температура већа.
Све звезде у збијеним јатима су отприлике на једнакој удаљености од нас тако да се свим звездама привидни сјај разликује од апослутног сјаја за једнак износ. Тачност ове тврдње је проверена поређењем блиских промењивих звезда типа RR Lyrae или цефеида у диску Галаксије са оним у збијеним јатима.
Облик криве ХР дијаграма збијених јата је карактеристичан јер су све звезде настале истовремено и једино се разликују по почетној маси. Према облику те криве могуће је одредити просечну старост звезда у јату. Старост јата се може одредити и посматрањем температуре најтамнијег белог патуљка у јату. Просечна старост збијених јата је 12,7 милијарди година и то је у великом контрасту с отвореним јатима који су стари десетак милиона година.

## Морфологија
Непознато је да ли су све звезде у збијеним јатима настале у приближно исто време или се ради о неколико таласа формације звезда који су се одигравали у року краћем од 100 милиона година. Збијена јата су настала у подручјима где је формирање звезда олакшано већом концентрацијом материјала.
Када звезде настану оне почну гравитационо утицати једна на другу. Резултат тога је стално мењање брзина звезда у јату. Због тих интеракција настанак планета у кугластом јату је мало вероватан. Ипак, планетарни истем је откривен око пулсара PSR B1620−26 у глобуларном јату М4.
Збијена јата се генерално гледајући чине сферним, али често су елиптичне због плимских сила које на њих делују.

### Димензије
Сјај јата се правилно смањује удаљавајући се од језгра и удаљеност на којем је сјај пао за пола сматра се радијусом језгра. Радијус пола масе је онај радијус у којем је садржано пола масе јата. Плимски радијус је радијус у којем збијено јато својом гравитацијом утиче на остале звезде. Као пример може послужити М3 чији је укупни видљиви пречник око 18', али има радијус пола масе од 1.12' и плимски радијус од 38'.